# Manius Acilius Glabrio (Konsul 152)

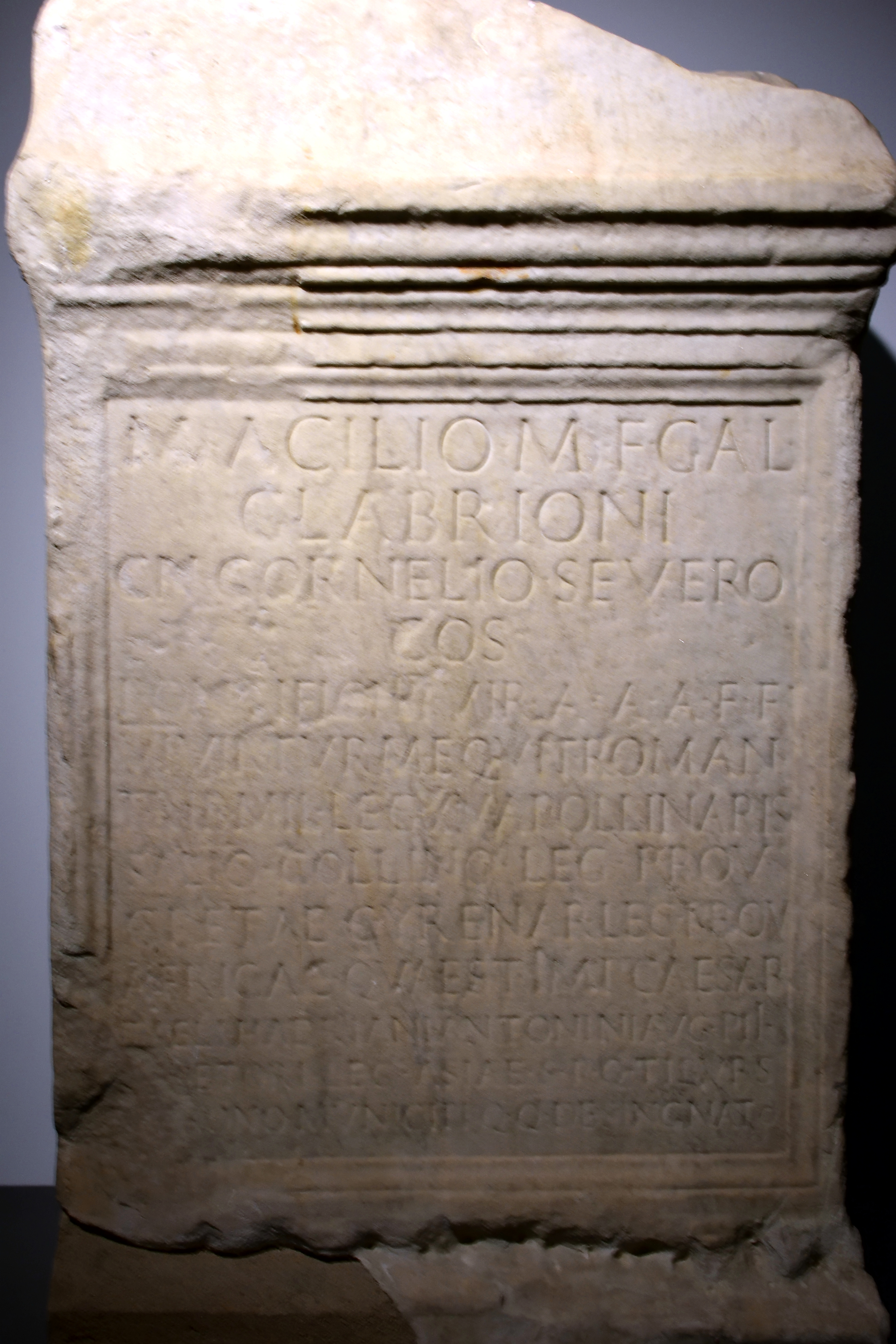
Erhaltene Statuenbasis des Manius Acilius Glabrio, die im Portikus, im Tempel des Hercules Victor (Tivoli) aufgestellt war.

Manius Acilius Glabrio Gnaeus Cornelius Severus war ein römischer Politiker und Senator. 
Glabrio wurde entweder als Gnaeus Cornelius Severus geboren und von Manius Acilius Glabrio, Konsul 124, adoptiert oder übernahm den Namensbestandteil Gnaeus Cornelius Severus von der Mutter. Sein Sohn Manius Acilius Glabrio wurde im Jahr 186 Konsul.
Glabrio leistete seinen Militärdienst als Tribunus militum in der Legio XV Apollinaris. Vor seinem Konsulat war er Legat der Provinz Creta et Cyrene und Anfang der 40er Jahre Legat, wahrscheinlich unter seinem Vater, in Africa; danach bekleidete er die Quästur, Prätur und das Volkstribunat. Durch zwei Militärdiplome, die auf den 1. März 152 datiert sind, ist belegt, dass Glabrio 152 zusammen mit Marcus Valerius Homullus ordentlicher Konsul war. Zwischen 164 und 167 war er schließlich Legat der Provinz Asia.